# محمد السنوسي (كاتب)
محمد السنوسي هو محمد بن عثمان السنوسي (18 سبتمبر 1851 - 17 نوفمبر 1900) جامعي وكاتب تونسي راحل. وهو والد الصحفي والمصلح زين العابدين السنوسي.